# KCNJ8
KCNJ8 (англ. Potassium voltage-gated channel subfamily J member 8) – білок, який кодується однойменним геном, розташованим у людей на короткому плечі 12-ї хромосоми.  Довжина поліпептидного ланцюга білка становить 424 амінокислот, а молекулярна маса — 47 968.
| 10         |  | 20         |  | 30         |  | 40         |  | 50         |
| ---------- |  | ---------- |  | ---------- |  | ---------- |  | ---------- |
| MLARKSIIPE |  | EYVLARIAAE |  | NLRKPRIRDR |  | LPKARFIAKS |  | GACNLAHKNI |
| REQGRFLQDI |  | FTTLVDLKWR |  | HTLVIFTMSF |  | LCSWLLFAIM |  | WWLVAFAHGD |
| IYAYMEKSGM |  | EKSGLESTVC |  | VTNVRSFTSA |  | FLFSIEVQVT |  | IGFGGRMMTE |
| ECPLAITVLI |  | LQNIVGLIIN |  | AVMLGCIFMK |  | TAQAHRRAET |  | LIFSRHAVIA |
| VRNGKLCFMF |  | RVGDLRKSMI |  | ISASVRIQVV |  | KKTTTPEGEV |  | VPIHQLDIPV |
| DNPIESNNIF |  | LVAPLIICHV |  | IDKRSPLYDI |  | SATDLANQDL |  | EVIVILEGVV |
| ETTGITTQAR |  | TSYIAEEIQW |  | GHRFVSIVTE |  | EEGVYSVDYS |  | KFGNTVKVAA |
| PRCSARELDE |  | KPSILIQTLQ |  | KSELSHQNSL |  | RKRNSMRRNN |  | SMRRNNSIRR |
| NNSSLMVPKV |  | QFMTPEGNQN |  | TSES       |  |            |  |            |

A: Аланін

C: Цистеїн

D: Аспарагінова кислота

E: Глутамінова кислота

F: Фенілаланін

G: Гліцин

H: Гістидин

I: Ізолейцин

K: Лізин

L: Лейцин

M: Метіонін

N: Аспарагін

P: Пролін

Q: Глутамін

R: Аргінін

S: Серин

T: Треонін

V: Валін

W: Триптофан

Кодований геном білок за функціями належить до іонних каналів, потенціалзалежних каналів. 
Задіяний у таких біологічних процесах як транспорт іонів, транспорт, транспорт калію. 
Білок має сайт для зв'язування з калію. 
Локалізований у мембрані.